# 初吻 (實川俊晴歌曲)
《初吻》（日語：はじめてのチュウ）是日本歌手安心爸爸的單曲。1990年5月1日由日本古倫美亞發行。
該歌曲後來在1993年5月1日（規格編號：CODC-182）、1995年11月1日（規格編號：CODA-826）以8cmCD形式再度發盤。

## 概要
《初吻》是富士電視台電視動畫《奇天烈大百科》的第4代片頭主題曲。也是同名動畫後來的第6代片尾主題曲，原本在一時期間換其它歌曲使用，但又換回該歌曲使用到動畫完結為止，還有該歌曲也是《奇天烈大百科》所有片尾主題曲中使用最久的。
至於B面歌曲「我和瑪莉只是普通朋友」也被《奇天烈大百科》的電視動畫系列當第5代片尾主題曲使用，主唱由作品主角木手英一的聲優藤田淑子擔任，使用時間從1990年4月15日（第87話）至1990年10月21日（第108話）為止。
《初吻》是自從序奏的主題之後，以描述一個剛體驗初吻經驗的少年為主題的歌曲。而主唱者「安心爸爸」是虛擬人物，實際是由負責作詞、作曲的實川俊晴主唱。在錄音時是用原曲一半的速度進行配唱，而在播放時則用正常速度的手法錄製，最後經由特效處理製作出聽了帶給人一種很可愛的歌聲。
此外，製作過程中有公開是使用變音器將聲音調整成聽起來很可愛的歌聲，再用開盤磁帶錄音機等特殊錄音器材進行速度的必要調整。由於製作過程比較費工夫，所以實川將其視為「企業機密」。
《初吻》也是實川他第一次以現成的歌曲為點子，然後用老鼠、倉鼠及河狸等鼠科動物的「啾」叫聲配上愛情故事進行歌詞填寫的歌曲。
1993年1月，根據發行唱片公司日本古倫美亞的統計（包含1993年的銷售超過1萬張的動畫歌曲紀錄），《初吻》曾經創下銷售出2萬張CD與卡式錄音帶的最高紀錄。到了1995年，單曲已經發行飆升超過10萬張。成為實川的知名代表歌曲。
1995年11月1日（日本古倫美亞發行，規格編號：COCC-13006）發行的專輯後來收錄了新的錄製版本。

## My First Kiss
2000年最早由日本的搖滾樂團Hi-STANDARD將「初吻」歌名及歌詞翻譯成英文歌名「My First Kiss」及英文歌詞詮釋之後（後在單曲《Love Is A Battlefield》的當B面歌曲收錄）而廣為人知。在那之後該英文歌曲版本被多位海外歌手翻唱。
2006年，日本搖滾樂團GAGAGA SP的翻唱版本被汽車公司Nissan選用當作SERENA廠牌的廣告歌曲使用。
2010年，瑞典音樂家瑞斯摩·菲柏的翻奏版本被日本啤酒公司朝日啤酒當自家新商品「仕」的廣告歌曲使用。2016年也被汽車製造公司SUZUKI選用當作鈴木Baleno廠牌的廣告歌曲使用。

## 安心爸爸

### 1990年版單曲
所有歌曲由實川俊晴作詞、作曲、編曲。
1. 初吻
  - 主唱：安心爸爸
  - 富士電視台電視動畫《奇天烈大百科》第4代片頭主題曲、第6代片尾主題曲
2. 我和瑪莉只是普通朋友（メリーはただのともだち）
  - 主唱：藤田淑子
  - 富士電視台電視動畫《奇天烈大百科》第5代片尾主題曲

### 1993年版單曲
1. 初吻
  - 主唱：安心爸爸
2. 料理進行曲
  - 主唱：YUKA（日语：YUKA），作詞：森雪之丞（日语：森雪之丞），作曲、編曲：平間
3. 初吻（off vocal）
4. 料理進行曲（off vocal）

### 1995年版單曲
1. 初吻
  - 主唱：安心爸爸
2. 初吻（off vocal）

### 2010年配信版（主唱：安心爸爸）
所有歌曲由實川俊晴作詞、作曲。
1. 初吻（吉他獨奏演唱版）
2. 初吻（Heavenly Live版）

## 初吻（實川俊晴自己重新翻唱）

### 僅在2010年配信
所有歌曲由實川俊晴作詞、作曲。
1. 初吻（吉他獨奏演唱版）
2. 初吻（Heavenly Live版）

## 翻唱
初吻
- 木村拓哉（1995年，收錄在Live影片《SMAP 007 MOVIES ～Summer Minna Atsumare Party（日语：SMAP 007 MOVIES〜Summer Minna Atsumare Party）》）
- LAMUSE／成員：中川亞紀子、Nobuko（日语：Nobuko）、小泉理奈、山口克子（1999年，於同團名專輯《LAMUSE》中收錄）
- 桑田佳祐（2000年，於Live活動《Act Against AIDS '00（日语：アクト・アゲインスト・エイズ）「桑田佳祐精選20世紀最佳歌曲」》現場中獻唱）
- LUVandSOUL（日语：LUVandSOUL）（2001年，於同歌名單曲《初吻（はじめてのチュウ）》中收錄）
- 山崎將義（2006年，於TBS音樂節目《U-CDTV》現場中獻唱）
- momo-i（2007年，於翻唱專輯《Famison8BIT（日语：ファミソン8BIT）》中收錄）
- 奈良柚莉愛（日语：ならゆりあ）（2008年，於合輯專輯《 -Sing and Smile with Kids-》中收錄）
- Little whisper（2009年，於翻唱專輯《SWEETS HOUSE ～for J-POP HIT SHERBET～》中收錄）
- 河合夕子（日语：河合夕子）（2010年，於綜合專輯《大人氣電視歌曲 最佳名曲20選》）
- 赤城米莉亞（CV：黑澤朋世）（2013年，於合輯專輯《THE IDOLM@STER CINDERELLA MASTER Passion jewelries！001（日语：THE IDOLM@STER CINDERELLA MASTER jewelries!#Passion jewelries! 001）》中收錄）

My First Kiss
- Hi-STANDARD（日语：Hi-STANDARD）（2000年，於獨立單曲《Love Is A Battlefield（日语：Love Is A Battlefield）》以B面歌曲收錄）
- GAGAGA SP（日语：ガガガSP）（2008年，於獨立單曲《神戶站（日语：神戸駅 (曲)）》以B面歌曲收錄）
- 狂人安德魯（英语：Andrew W.K.）（2008年，於翻唱專輯《The Japan Covers（英语：The Japan Covers）》中收錄）
- 橘兒（2010年，於翻唱專輯《ANIMENTINE ～BOSSA DU ANIMÉ～（日语：アニメンティーヌ 〜ボッサ・ドゥ・アニメ〜）》中收錄[注 3]）
- 瑞斯摩·菲柏（英语：Rasmus Faber）（2010年年，於翻唱專輯《Rasmus Faber presents Platina Jazz ～Anime Standards～（日语：ラスマス・フェイバー・プレゼンツ・プラチナ・ジャズ 〜アニメ・スタンダード〜）》中收錄[注 3]）

## 腳註

## 相關項目
- Over Dubbing（日语：オーバー・ダビング）
- 小田急電鐵的向丘遊園站－2011年9月3日藤子·F·不二雄博物館對外開放之後，該歌曲也被鄰近博物館的車站向丘遊園站當作電車進站廣播音樂使用。
- 深川麻衣（演員，偶像團體乃木坂46前成員）曾公開表示擅長模仿該歌曲主唱的歌聲。乃木坂46時期曾在綜藝節目《NOGIBINGO！3》單元「如果乃木坂46成為新娘的話特輯（後半）」（2014年11月4日播出）與白石麻衣在節目現場中獻唱。

## 外部連結
- （日語）－實川俊晴（日语：実川俊晴）的官方個人網站。
- （日語）
- 實川俊晴攜帶型官方網站（页面存档备份，存于） （日語）